# At-Tarif
At-Tarif oder El-Tarif (arabisch الطارف, DMG aṭ-Ṭārif) ist ein ägyptisches Dorf am Westufer des Nils in der Nähe von Luxor, unmittelbar nördlich von Dra Abu el-Naga im Bereich von Theben.
Das Gebiet liegt schräg gegenüber vom Totentempel des Sethos I. an der Kreuzung zum Tempel der Hatschepsut. Die zugehörigen Saff-Gräber (Pfeilergräber) lagen im Zentrum von mindestens 250 Privatgräbern und lösten den vorherigen Grabtypus des Alten Reichs ab.
Da at-Tarif in einem felsarmen Gebiet liegt, benutzten die Ägypter versenkte Vorhöfe als Grabanlagen. Diese lokale Form der Gräber fand nur in der ersten Zwischenzeit und der 11. Dynastie Anwendung. Ähnliche Gräber wurden ansonsten nur in Armant, Dendera und Gebelein angelegt.